# Bisbat de Roma
El bisbat de Roma (italià: diocesi di Roma; llatí: Dioecesis Urbis seu Romana) és una seu metropolitana de l'Església catòlica, que pertany a la regió eclesiàstica Laci. El 2014 tenia 2.365.923 batejats d'un total 2.885.272 habitants. Actualment està regida pel Papa Lleó XIV.
Des del punt de vista administratiu i titular, és única al món en ésser contemporàniament:
- Patriarcat de l'Església llatina (tot i que el 2006 el Papa va renunciar al títol de Patriarca d'Occident), un dels cinc que formaven l'antiga Pentarquia, a recordar que antigament va ser seu apostòlica dels apòstols Pere i Pau;
- arxidiòcesi primacial d'Itàlia i metropolitana de la província eclesiàstica romana;
- diòcesi, en virtut del fet que el romà pontífex és Vicari de Crist, Pastor de l'Església Universal i Cap del Col·legi de Bisbes en tant que bisbe de Roma[1]

La catedral és la Arxibasílica laterana de Roma, que rep el títol de «Mare i cap de totes les esglésies de la ciutat i del món»

## Territori i organització

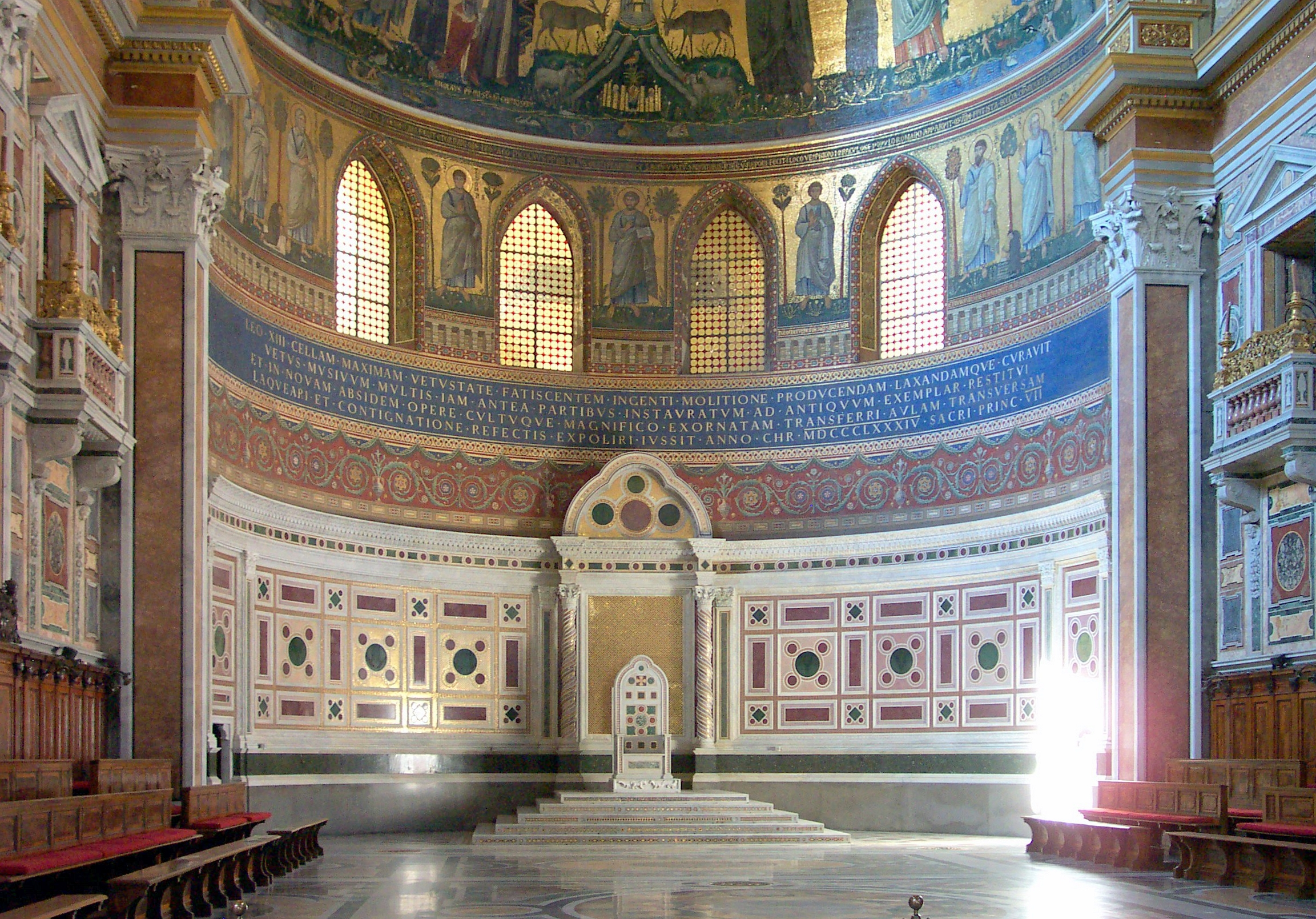
La càtedra, a l'Arxibasílica laterana

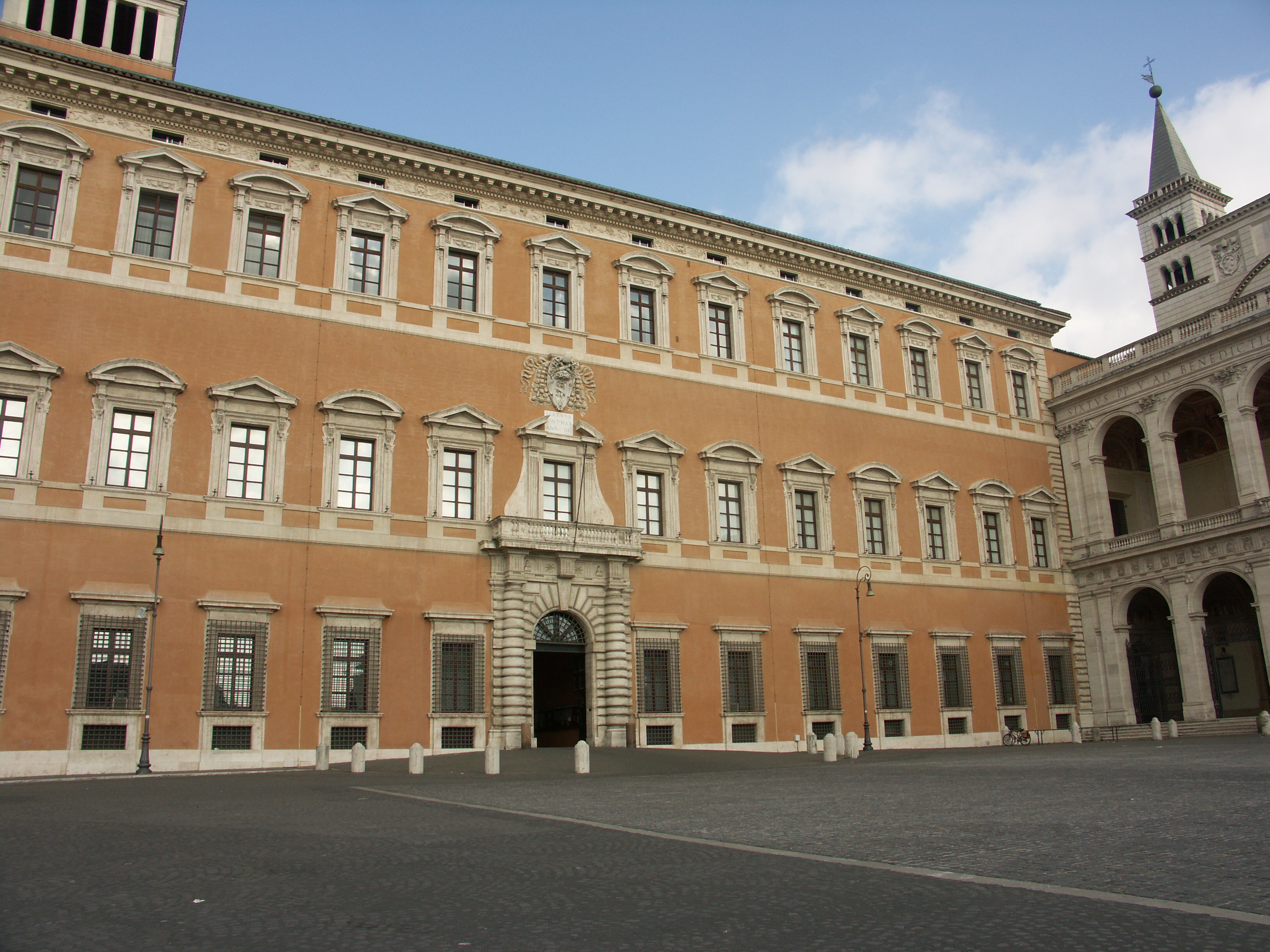
El Palau del Laterà, seu del Vicariat de Roma

La diòcesi, entesa com la porció de territori sotmesa a l'autoritat episcopal del papa, s'estén sobre territori pertanyent a la República Italiana i per tot el territori de la Ciutat del Vaticà. Les dues parts de la diòcesi es distingeixen en dos vicariats:
- el Vicariat de Roma, actualment dirigit pel Vicari General de Sa Santedat per a la Diòcesi de Roma, el cardenal Agostino Vallini;[2]
- el Vicariat de la Ciutat del Vaticà, actualment dirigit pel Vicari General de Sa Santedat per a l'Estat de la Ciutat del Vaticà, el cardenal Angelo Comastri.[3]

La diòcesi s'estén sobre 881 km² i comprèn la major part de la ciutat i del municipi de Roma, a excepció de les parts que pertanyen a les diòcesis limítrofes de Porto-Santa Rufina, de Frascati i de Tívoli; a més d'algunes parròquies del municipi de Guidonia Montecelio.

### El Vicariat de Roma
La part de diòcesi que es troba al territori italià constitueix el Vicariat de Roma, que juguen la funció de cúria diocesana. El vicariat està dirigit per un vicari general que, en tant que cardenal, és habitualment anomenat cardenal vicari: aquest, per nom i mandat del papa, «exercita el ministeri episcopal de magisteri, santificació i govern pastoral de la diòcesi de Roma amb potestat ordinària vicària»; al cardenal vicari li correspon el govern efectiu de la diòcesi romana, ajudat per un arquebisbe viceregent i pels bisbes auxiliars. Des del 1970 el cardenal vicari també té el càrrec d'arxiprest de l'Arxibasílica lateranense.
El vicariat està dividit en 334 parròquies, agrupades en 36 prefectures, repartides en 5 sectors, cadascun dirigit per un bisbe auxiliar, anomenat "bisbe de sector".
La catedral de la diòcesi és la Arxibasílica del Santíssim Salvador i dels Sants Joan Baptista i Evangelista del Laterà, a la qual hi ha annex el palau del Laterà, seu de les oficines del Vicari i de la cúria diocesana.

#### Organització territorial
Des del punt de vista estrictament pastoral, la diòcesi està subdividida en cinc "sectors". A cadascun d’ells hi ha assignat un bisbe auxiliar que col·labora amb el Cardenal Vicari i el Viceregent en l'administració pastoral de la diòcesi. Els cinc bisbes auxiliars són:
- pel sector Nord: Guerino Di Tora;
- pel sector Est: Giuseppe Marciante;
- pel sector Sud: Augusto Paolo Lojudice;
- pel sector Oest: Paolo Selvadagi;
- pel sector Centre: Matteo Maria Zuppi.

Cada sector està dividit en "prefectures", agrupaments locals de parròquies veïnes, útil per a la col·laboració pastoral entre les parròquies. El responsable de cada prefectura és el "prefecte", elegit entre els rectors i vicerectors de la prefectura, als quals competeix la coordinació pastoral en col·laboració amb el bisbe auxiliar del sector. En total, la diòcesi està composta per 36 prefectures i 334 parròquies.

#### Orgues de govern
L'autoritat suprema de la diòcesi és el papa, bisbe de Roma, que governa la diòcesi mitjançant el cardenal vicari. Els majors organismes de govern i d'animació pastoral de la diòcesi són:
- el concili episcopal, orgue col·legiat compost pel cardenal vicari, l'arquebisbe viceregent i els cinc bisbes de sector
- el concili dels prefectes, orgue format pel concili episcopal i dels 36 prefectes, elegits per majoria dels rectors i vicerectors de prefectura
- el concili presbiteral, orgue format pel concili episcopal i pels membres electes del clergat romà, representant les diverses realitats pastorals de la diòcesi
- el concili pastoral, constituït pel concili episcopal, els membres de dret i els membres designats: aquest darrer grup està format per laics, representants de cadascuna de les prefectures de la diòcesi i de les agrupacions laïcals presents al territori
- el concili d'afers econòmics, que «té la competència de preparar el pressupost anual de la gestió econòmica de la diòcesi i d'aprovar la declaració final d'ingressos i despeses».[9]

#### Esglésies, títols i diaconies
Les esglésies de Roma, al nom de la qual s'adjudica un cardenal en el moment de la seva creació, s'anomenen títols catedralicis: dins del territori del vicariat de Roma es troben:
- les esglésies titulars, pròpies dels cardenals preveres (simbòlicament les esglésies dels antics preveres de la diòcesi de Roma);
- les esglésies diaconals, pròpies dels cardenals diaques (simbòlicament, les esglésies dels antics diaques, administradors de la diòcesi de Roma).

Al territori diocesà es troben presents moltíssimes esglésies, no necessàriament amb el títol parroquial. En particular es compten:
- 4 basíliques majors: Sant Joan del Laterà, Sant Pere del Vaticà, Sant Pau Extramurs i Santa Maria Major;
- 61 basíliques menors;
- 163 esglésies rectories;
- 116 esglésies annexes a instituts religiosos;
- 31 esglésies nacionals;
- 21 esglésies regionals italianes;
- 12 esglésies assignades a comunitat de ritu oriental.

### Vicariat de la Ciutat del Vaticà
El Vicariat de la Ciutat del Vaticà va ser instituït a partir del naixement de l'Estat de la Ciutat del Vaticà, amb la signatura dels Pactes del Laterà de l'11 de febrer de 1929, mitjançant la butlla Ex Lateranensi pacto del 30 de maig de 1929. El Papa Pius XI establí que tal càrrec fos assignat al "Sagristà de Sa Santedat", càrrec confiat a un religiós de l'orde de Sant Agustí, consagrat bisbe amb el títol de Porfireone. El Papa Joan Pau II, el 1991, abolí el càrrec de Sagristà i assignà el càrrec de Vicari de la Ciutat del Vaticà a l'arxiprest pro tempore de la Basílica de Sant Pere.
Al Vicariat vaticà estan subjectes el territori i els fidels de la diòcesi que es troben sota la jurisdicció administrativa de l'estat vaticà; al qual pertanyen només dues parròquies: Sant'Anna dei Palafrenieri i Sant Pere del Vaticà.

### La Província Romana: les seus suburbicàries
Les antigues diòcesis sufragànies pertanyents a la seu metropolitana de Roma reben el títol de suburbicana (del llatí compost de "sub" – "Urbis", presentat a la ciutat") i són assignades en títol als cardenals bisbes (simbòlicament els antics bisbes sufraganis del Papa), però governades per bisbes ordinària com qualsevol altra diòcesi. La província eclesiàstica romana es compon de les següents diòcesis:
- Bisbat suburbicari d'Òstia
- Bisbat suburbicari d'Albano
- Bisbat suburbicari de Frascati
- Bisbat suburbicari de Palestrina
- Bisbat suburbicari de Porto-Santa Rufina
- Bisbat suburbicari de Sabina-Poggio Mirteto
- Bisbat suburbicari de Velletri-Segni

Des de 1962 la seu suburbicària d'Òstia, donada l'estretor del seu territori, té un bisbe residencial, però està unida en l'administració apostòlica a la diòcesi de Roma. L'Administrador apostòlic és el cardenal vicari, que confia el govern de la petita diòcesi al bisbe auxiliar del sector sud.

## Història

### El període paleocristià

#### El naixement de l'Església Romana
vegeu també: Simó Pere i Pau de Tars

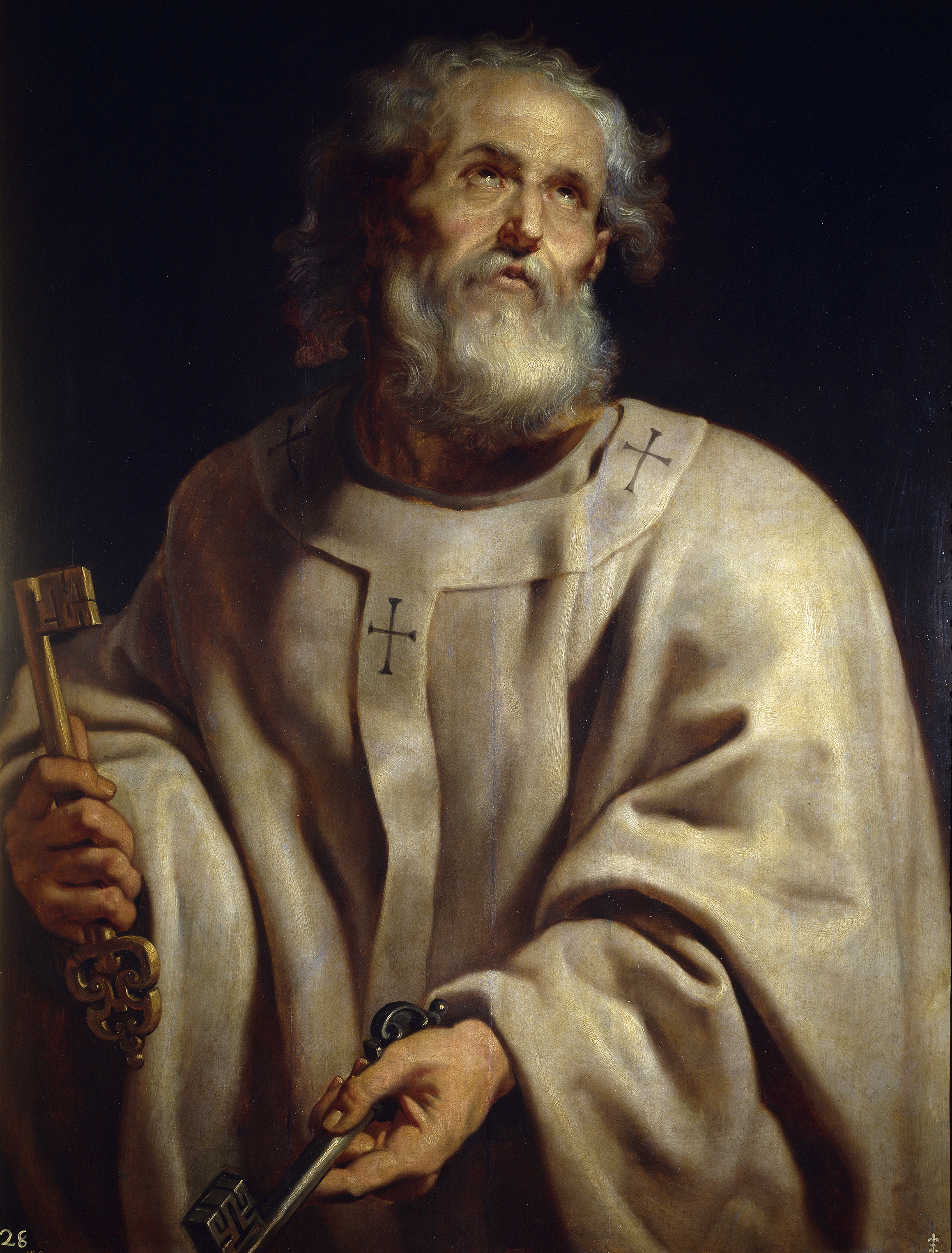
Sant Pere, considerat el primer Papa.

El naixement de la comunitat cristiana de Roma, en el moment en què era la capital de l'Imperi Romà, està vinculada a la predicació de l'apòstol Pau de Tars, començada primer amb la Carta als Romans del 57-58, i després quedant-se a la ciutat al voltant dels inicis dels anys 60 del segle i. Per la mateixa època, va arribar a Roma també Simó Pere, el primer dels Apòstols, per resoldre les controvèrsies que sorgissin a la comunitat al voltant de les teories proposades per Simó el Mag. Pere, qui és considerat el primer bisbe de Roma, va esdevenir el fonament de l'Església romana i més tard el seu dret especial de la primacia universal sobre totes les altres Esglésies particulars.
Al voltant de 64-67 els dos Apòstols van patir a Roma el martiri durant la persecució que es va produir durant el regnat de l'emperador Neró.

#### Les persecucions

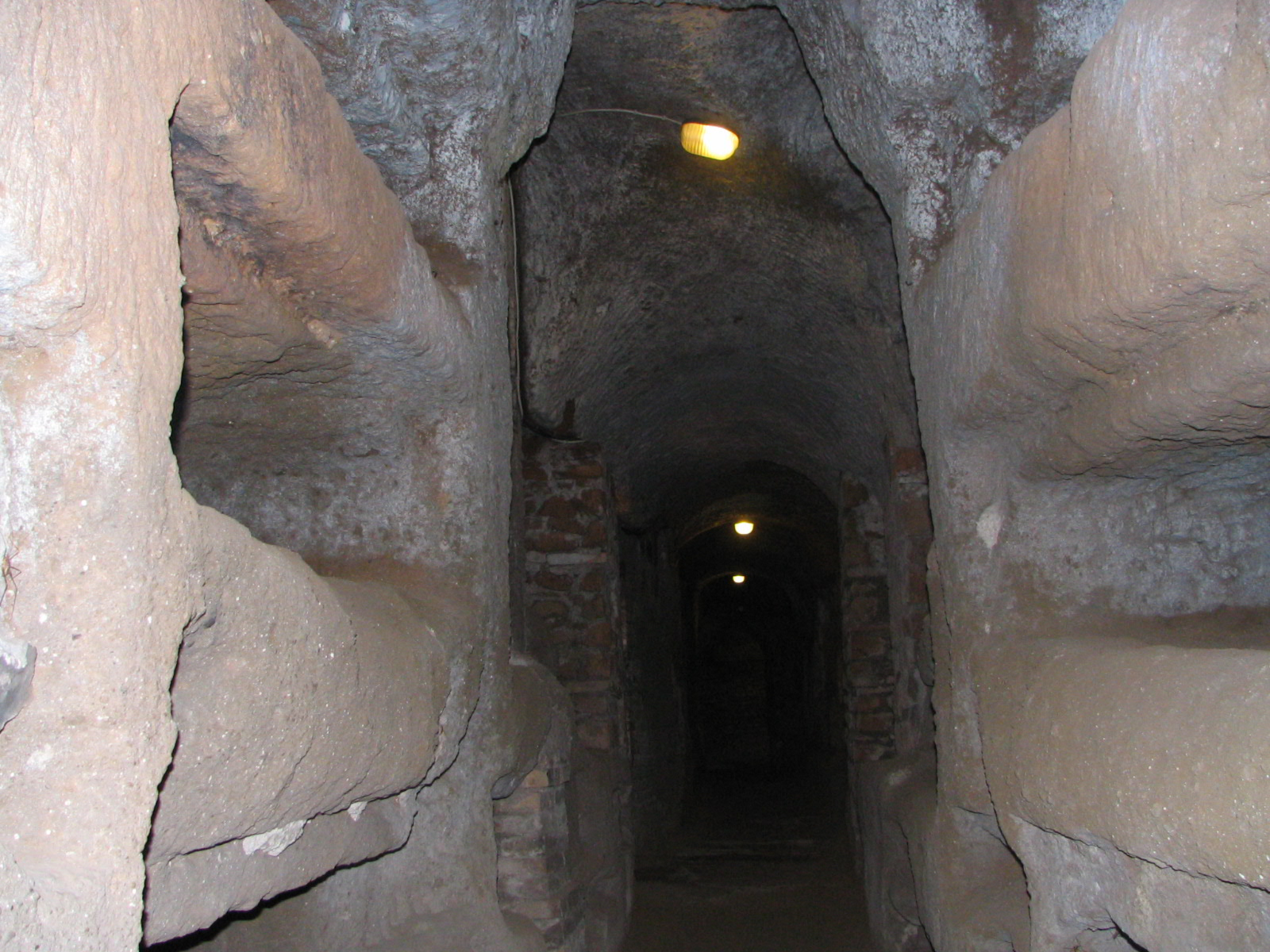
Vista de les catacumbes de Sant Calixt.

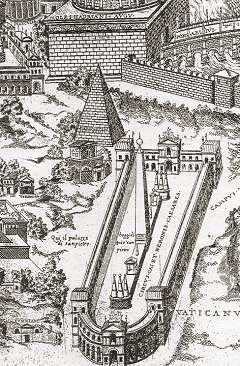
El circ vaticà.

La mort dels dos apòstols va marcar l'inici de la persecució dels cristians a l'Imperi Romà.
La propagació de la fe cristiana a la capital de l'Imperi va deixar clar a l'autoritat política la incompatibilitat entre aquesta creença i la religió romana, en particular, al fet que, amb el rebuig del politeisme, el cristianisme no podia ser integrat en el sistema religiós de l'Estat i en el concepte de pax deorum que el subjectava. A això es va sumar el fet que la negativa del culte imperial va aparèixer com un desafiament a l'autoritat dels prínceps, amb l'agreujant en relació amb el judaisme, el cristianisme no sembla limitar a una (i reduïda) component ètnica. Finalment, el fet que els seguidors de Crist prenguessin peu en tot en els estrats inferiors de la societat romana, defensant certs principis d'igualtat, va fer aquest tipus de culte encara més sospitós als ulls de les classes dominants i les autoritats.
Quan l'emperador Neró imputà el Gran incendi de Roma a l'acció de la secta cristiana, aquesta va ser declarada il·legal i va començar la persecució en contra dels que es van negar a sacrificar als déus ia l'emperador. La persecució de Neró va ser una de les més violentes que van afectar la comunitat de Roma, marcant especialment la mort dels dos líders: Pere, crucificat al circ del turó Vaticà, i Pau, decapitat Ad Aquaas salvias, el lloc en què es troba l'actual abadia de les Tres Fonts al llarg de la via Ostiense.
La persecució, però, no van ser fenòmens continus, però els esdeveniments depenien del context polític i del biaix personal dels emperadors de tolerar o no el nou culte.
Durant aquestes persecucions van patir el martiri la pràctica totalitat dels papes:
- Lli (al 76, sota el regnat de Domicià);
- Climent (al 97, sota el regnat de Nerva);
- Evarist (al 106, sota el regnat de Trajà);
- Alexandre (al 115, sota el regnat de Trajà);
- Sixt I (incert, potser martiritzat el 126, sota el regnat d'Hadrià);
- Telèsfor (al 136 sota el regnat d'Hadrià);
- Higini (incert, potser martiritzat nel 142, sota el regnat d'Antoní Pius);
- Pius (incert, potser martiritzat nel 154, sota el regnat d'Antoní Pius);
- Soter (al 174, sota el regnat d'Antoní Pius);
- Eleuteri (al 189, sota el regnat de Luci Ver);
- Víctor (al 199, sota el regnat de Septimi Sever);
- Zeferí (al 217, sota el regnat de Caracal·la);
- Calixt (al 222, sota el regnat d'Alexandre Sever);
- Urbà (al 230, sota el regnat d'Alexandre Sever);
- Poncià (en any desconegut);
- Anter (incert, potser martiritzat sota el regnat de Maximí el Traci);
- Fabià (al 250, sota el regnat de Deci);
- Corneli (incert, potser martiritzat sota el regnat de Trebonià Gal);
- Luci (al 254, sota el regnat de Valerià);
- Esteve (al 257, sota el regnat de Valerià);
- Sixt II (al 257, sota el regnat de Valerià);
- Fèlix (al 274, sota el regnat d'Aurelià);
- Gai (al 296, sota el regnat de Dioclecià);
- Marcel I (al 309, sota el regnat de Galeri);
- Eusebi (deportat sota el regnat de l'usurpador Maxenci);
- Melquíades (al 314 sota el regnat de l'usurpador Maxenci).

Va ser en aquest període que es van construir les catacumbes, cementiris hipogeus destinades al culte dels màrtirs.

#### La legalització del cristianisme i l'establiment de Pentarquia
vegeu també: Església llatina

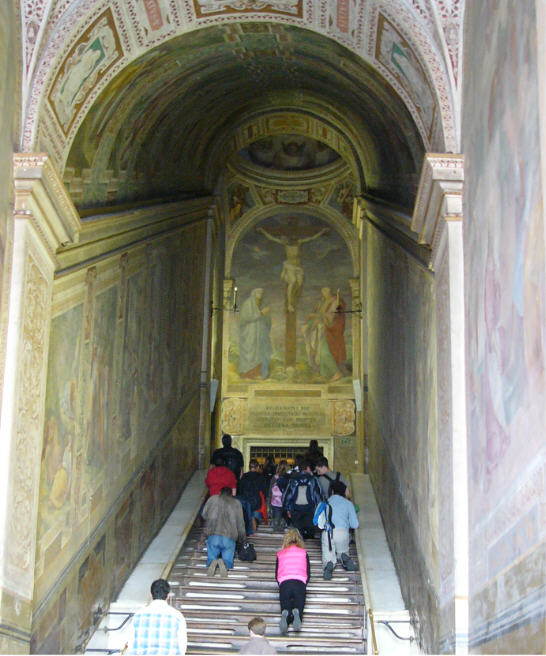
L'Escala Santa, tradicionalment considerada l'escala del pretori de Ponç Pilat, portat a Roma per Helena, mare de l'emperador romà Constantí.

Arran de la legitimitat del culte cristià, amb l'Edicte de Milà emès per l'emperador Constantí el 313 i la derrota de Maxenci, Roma i la seva diòcesi es va veure involucrat, durant el pontificat del Papa Silvestre I, en la gran campanya de construcció iniciada per 'Emperador amb la construcció de les tres primeres basíliques patriarcals: la del Laterà, la del Vaticà i la d'Òstia. Lliure per operar lliurement i posada sota la protecció imperial, la diòcesi de Roma va créixer ràpidament en importància, tant religiosa com política.
En aquesta època la primacia en la cristiandat se li va donar a les tres seus petrines: Roma, Alexandria i Antioquia, que tenien un estatus especial a l'Església pel fet que es remuntaven directament a Pere. Les Esglésies de llengua llatina, és a dir, les que es trobaven a la part occidental de l'Imperi (Europa Occidental i Nord d'Àfrica), eren per tant particularment susceptibles al papa de Roma, constituint-se l'Església llatina.

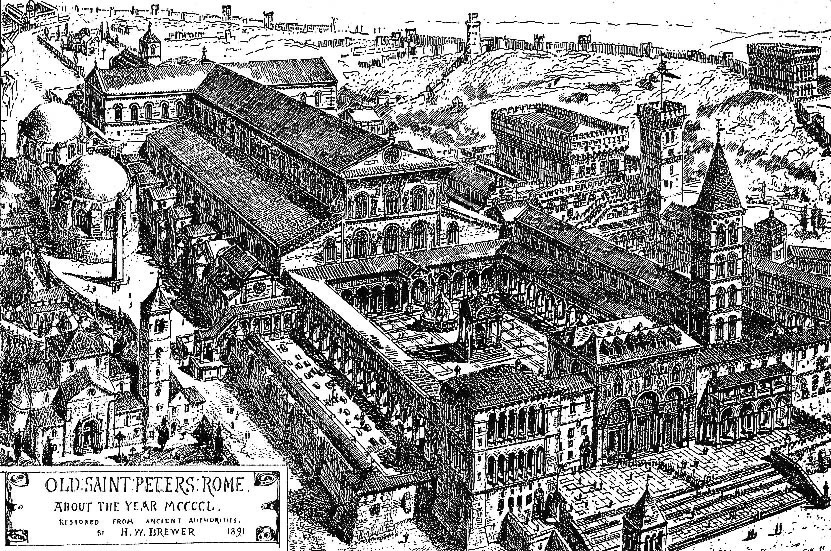
L'antiga basílica de Sant Pere del Vaticà, erecta per voluntat de ere de l'emperador romà Constantí.

La transformació del cristianisme en la religió oficial de l'Imperi Romà amb l'edicte de Tessalònica de Teodosi I enfortí encara més l'estructura jeràrquica de l'Església i vaig atribuir al bisbe de Roma, com als altres bisbes, un paper formal en l'administració imperial, al costat als funcionaris públics: en aquest context cal detectar la coincidència del terme diòcesi que es fa servir per indicar la circumscripció episcopal i el terme anàleg assignat als districtes de les províncies. A més dels governadors provincials estaven subjectes als vicaris i aquests als prefectes pretorians, per igual, per tant, els bisbes van àser sotmesos als metropolitans, i els metropolitans als patriarques. El col·lega de Teodosi, després emperador Gracià, deixà al Papa Damas I i els seus successors el títol de Pontifex Maximus, el que indica la màxima autoritat religiosa de Roma.
Paral·lelament a la divisió de l'imperi, la creixent importància de Constantinoble-Nova Roma va portar als bisbes a Roma a entrar en conflicte amb les decisions del Primer Concili de Constantinoble, que havia elevat la seu episcopal de Constantinoble a patriarcat, assignant-li la primacia en honor després de l'Església de Roma.
L'organització de l'Església cristiana es va consolidar en aquest moment en l'anomenada Pentarquía, el govern dels cinc patriarcats: el Patriarcat de Roma, el Patriarcat de Constantinoble, el Patriarcat d'Alexandria, el Patriarcat d'Antioquia i el Patriarcat de Jerusalem. En 451, però, la seu de Roma va rebutjar l'aprovació de la XXVIII cànon del Concili de Calcedònia, que equipara les dues seus de Roma i Constantinoble, afirmant per primera vegada amb decisió la primacia papal.
Amb la caiguda en el 476 de l'Imperi Romà d'Occident es va crear un buit de poder ocupat temporalment pel Senat i per l'autoritat pontifícia, sent el Papa l'únic "funcionari imperial" que quedà a la ciutat.

#### El domini romà d'Orient dels emperadorsisapòstolsi el cisma dels Tres Capítols
Entre els segles vi i vii Roma i la seva diòcesi va quedar sota l'autoritat de l'Imperi Romà d'Orient: la unió es va decretar amb la Pragmàtica Sanció «sobre les demandes del papa Vigili.» El Domini romà d'Orient de Roma es va estructurar inicialment en l'eparquia Urbicària (580), llavors, a partir de 582, el Ducat Romà, subjecte a l'Exarca romà d'Orient d'Itàlia.
Al voltant del 590 el Papa Gregori el Gran, a més d'instar a la intervenció imperial contra els llombards que amenaçaven Roma, reorganitzà el ritu romà i el cant litúrgic: el gregorià. En aquest període els latifundis de la diòcesi de Roma s'estenien sobre gran part de la Sicília i la Sardenya romanes d'Orient.
En aquest període els bisbes de Roma van haver d'enfrontar-se a molts conflictes tant de caràcter polític i, sobretot, religiosa amb els emperadors romans d'Orient que, amb la seva autoritat isapostòlica, van legislar amb freqüència en assumptes de religió: si en el segle vi el Papa Silveri havia mort a l'illa de Palmarola presoner de Justinià I, i el successor Vigili va haver de doblegar-se amb la força i l'empresonament al monofisisme de l'emperador, fent que el cisma dels Tres Capítols dels metropolitans de Milà i d'Aquileia, fins i tot més d'un segle després del Papa Severí, oposant-se al monotelisme imperial propugnat a l'edicte Ekthesis d'Heracli, va patir presó i el saqueig del Laterà el 640, mentre que Martí I, després d'haver rebutjat aprovar el nou edicte monotelita typos de Constant II, va morir a l'exili a Quersonès, a la mar Negra.

### El període de domini temporal
Vegeu també: Estats Pontificis

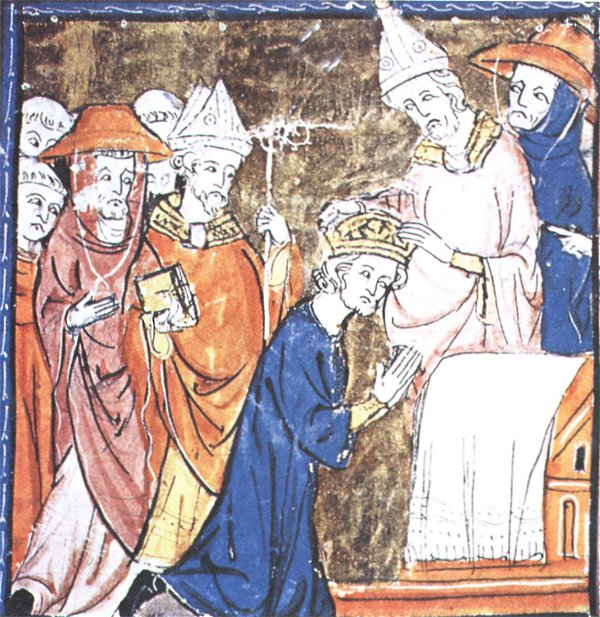
Carlemany coronat emperador pel Papa Lleó III

El successiu declivi del control de part de l'Imperi d'Orient sobre el territori de Roma, l'anomenat Ducat Romà, els bisbes de la ciutat van prendre el paper d'administradors del poder temporal. Aquest poder va ser determinat abans de la creació del Patrimoni de Sant Pere, és a dir, dels béns immobles de l'Església Romana, a continuació, al 728 de la constitució del primer grup d'estats de l'Església, a través de la donació de Sutri pel rei longobard Luitprand. Amb la desaparició definitiva del control imperial, la diòcesi de Roma va estendre el seu poder sobre tot el Laci i moltes altres terres veïnes gràcies a una nova donació, aquesta vegada del Rei dels Francs Pipí: amb la Donació de Pipí el sobirà va concedir el poder de tots els territoris que van pertànyer a l'Exarcat d'Itàlia a la Santa Romana República de Déu. A partir d'aquest moment en què s'organitzen les propietats de la romana a les autoritats locals a càrrec dels diaques de l'Església romana: el Patrimonia.
Entre els segles viii i ix, amb la falsa Donació de Constantí i amb complexes intrigues polítiques amb els emperadors carolingis, els Papes justificaren i consolidaren el domini temporal de la Santa Seu i, al mateix temps, va reafirmar les seves aspiracions de primacia universal, convertint-se en la font de poder dels emperadors del Sacre Imperi Romanogermànic, als quals només el Papa coronava. La pràctica va començar amb la missa de Nadal del 25 de desembre del 800, quan el Papa Lleó III va coronar Carlemany a la basílica vaticana. Va ser durant aquest període que els papes van començar a usar una tiara envoltada per una corona per simbolitzar el poder sobre l'Estat de l'Església.
El saqueig de Sant Pere el 846 a mans dels sarraïns va fer en aquest moment en evidència la vulnerabilitat del santuari petrí, que cada vegada més representava, amb la tomba del Príncep dels Apòstols, el símbol de la supremacia romana. La solució va ser la construcció de la Ciutat Leonina, el poble fortificat que és avui la Ciutat del Vaticà, es va inaugurar oficialment el 27 de juny de 852 pel Papa Lleó IV, que va deixar separada de Roma, amb els seus jutges i el seu clergat. Així va començar l'enfrontament secular entre la basílica i el clergat vaticà, símbol d'un Papa de dimensió "imperial", cap de l'Església universal, i la catedral del Laterà amb el seu clergat, símbol del Papa bisbe i senyor de Roma.
La nova dimensió del temporal assumida per la seu de Roma també cada vegada més exposava als seus bisbes als jocs polítics complexos dins del Sacre Imperi Romanogermànic. Un exemple dels efectes d'aquesta situació va ser en el 897, amb l'horrible Concili Cadavèric, durant el qual les restes exhumades del Papa Formós van ser jutjades al Laterà pel seu successor Esteve VI pel seu suport a les pretensions imperials d'Arnulf de Caríntia contra Guiu i Lambert.
Sota els successors d'Esteban, entre el 904 i el 963, l'Església romana era presa de la política sense escrúpols de dones poderoses i corruptes, entre les quals es van destacar la senadora Marozia: esposa del Duc Alberic I de Spoleto i segona esposa d'Hug d'Arle, rei d'Itàlia, era cosina i amant de Sergi III, la mare de Joan XII i del duc de Spoleto Alberic II i àvia de Joan XII. Aquest últim va ser finalment declarat indigne i deposat per un concili convocat per ordre per l'emperador Otó I, recentment coronat a Roma pel mateix Joan. Aquest període tèrbol es va fer conegut com a "pornocràcia".

#### El Gran Cisma amb les esglésies ortodoxes i les Croades: la creació delPatriarcats Llatí

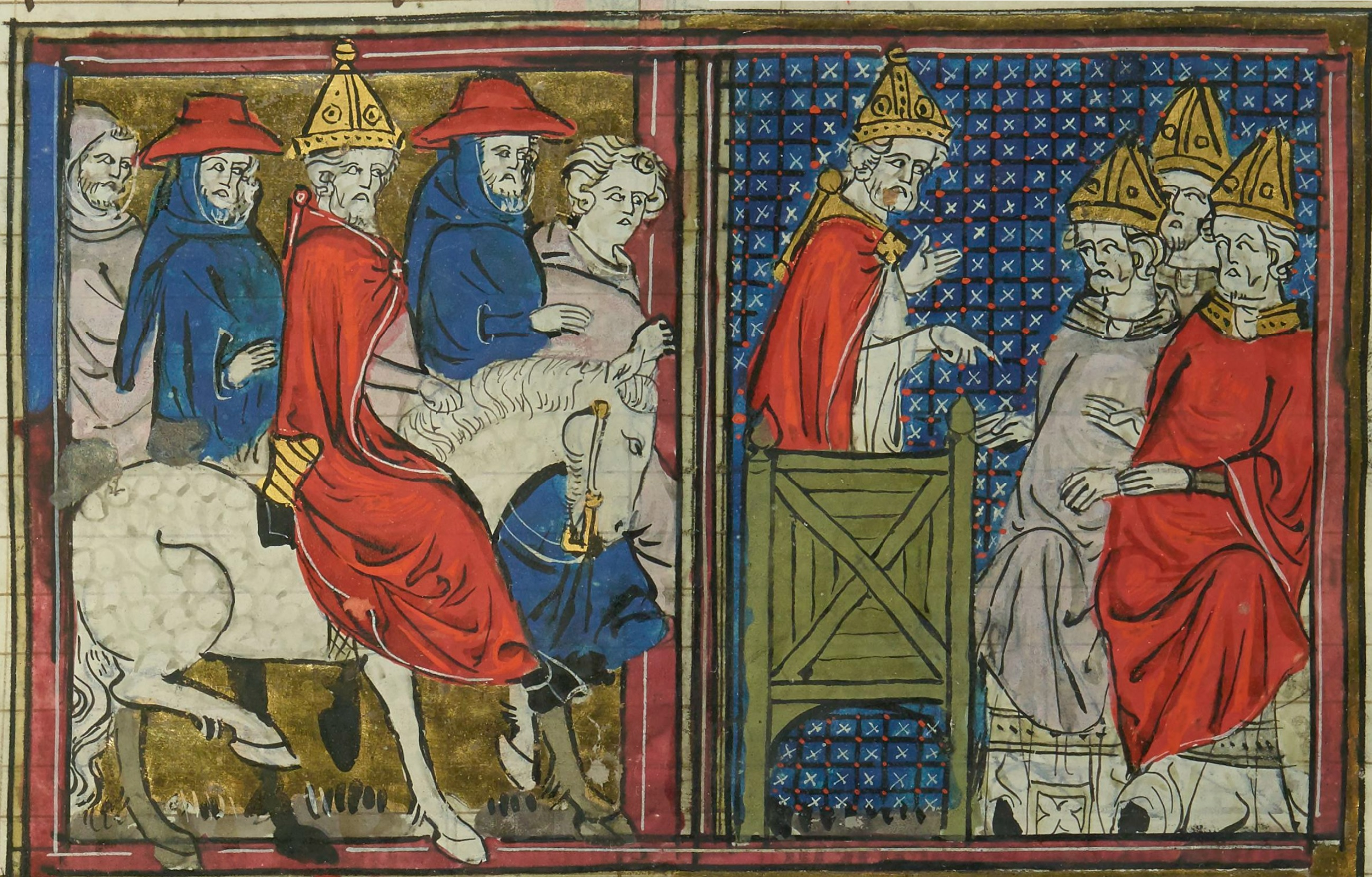
El Papa Urbà II, il·lustració del, d'autor anònim

En 1054 el Gran Cisma i les excomunions recíproques entre el Papa i el Patriarca de Constantinoble van trencar la comunió entre l'Església catòlica, és a dir, totes les esglésies que reconeixen la primacia papal, i les esglésies ortodoxes, és a dir, les Esglésies orientals que, seguint el 'exemple del patriarca Miquel Cerulari, va negar la submissió a l'autoritat de la Seu Romana. La resposta va ser la Dictatus Papae de Gregori VII: l'enunciació de les prerrogatives supremes del bisbe de Roma. En 1078 es va celebrar al Laterà un concili per definir les heretgies en matèria d'eucaristia.
A partir del 1095 i durant els següents dos-cents anys, els bisbes de Roma es van convertir en defensors de l'alliberament de Terra Santa del domini del califat islàmic. Les Croades, convocades pel Papa Urbà II i els seus successors garantien la indulgència per als que haguessin alliberat el Sant Sepulcre i els camins de peregrinació a la terra de Crist d'entre els infidels. El control llatí de Palestina i de les costes de Síria i del Regne d'Armènia Menor, van patir diversos esdeveniments durant aquests dos segles, va permetre a l'Església llatina estendre el seu control sobre àrees de pertinença de les antigues esglésies de Jerusalem i Antioquia, sancionat de les constitucions, en 1099, dels patriarcats llatins de Jerusalem i d'Antioquia, en contraposició dels patriarcats orientals existents.
Encara que, a continuació, com a conseqüència dels esdeveniments en contra de les intencions dels papes, és a dir, a causa de la desviació de la Quarta Croada imposada pels venecians, la conquesta llatina de Constantinoble va portar a la creació, en 1204, també d'un patriarcat llatí de Constantinoble, que, per quant la seva existència territorial va ser efímera, va sobreviure només com a títol durant gairebé vuit segles. En aquest moment, els papes van tractar de reconstituir de forma llatina l'antiga Pentarquia amb la creació, en títol, del Patriarcat Llatí d'Alexandria.
Durant el pontificat d'Urbà II, l'Església de Roma va prendre el control de Sicília, que, després de segles de dominació romana d'Orient i àrab, va ser constituïda com a legació apostòlica. El dret pontifici sobre l'illa estava constituït per gran patrimonii que, des dels temps de Gregori el Gran, la diòcesi de Roma ostentava a Sicília i Sardenya també romana d'Orient. La legació de Sicília va esdevenir la font de poder dels successius reis de Sicília, quan es van fer tals en virtut de la concessió feudal del Papa, que eren llavors vassalls: símbol d'aquesta condició va ser, entre altres coses, l'homenatge feudal representat per l'enviament d'una muls blanca a cada nou papa, llavors es feia servir durant l'anomenada caravana papal durant la cerimònia de presa de possessió del Laterà.
Els concilis ecumènics del Laterà I, II, III i IV, que es van celebrar a Roma, en aquest període es van establir, entre d'altres, el dret exclusiu del Papa al nomenament dels bisbes i el dels cardenals per a l'elecció del Papa, la confirmació del celibat eclesiàstic, el principi de la transsubstanciació i la primacia papal.

#### La introducció de l'Any Sant, el Captiveri avinyonès i el Cisma d'Occident

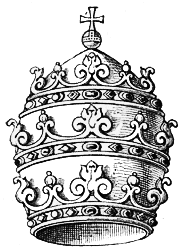
La Tiara papal, compost en la seva forma definitiva durant el període d'Avinyó.

Durant el pontificat de Bonifaci VIII les aspiracions universalistes dels bisbes de Roma van arribar a l'apogeu, amb l'enunciació a la butlla Unam Sanctam del principi de la supremacia del poder espiritual de l'Església de Roma, sobre tots els prínceps temporals, simbolitzat en la doble corona que amb aquest propòsit Bonifaci va posar a la tiara papal. Al juny de 1299 el llavors Papa va ordenar la destrucció completa de la ciutat de Palestrina, que va perdre temporalment el títol de la suburbicaria. El 22 de febrer del 1300 Bonifaci va proclamar el primer Any Sant, amb la butlla Antiquorum habet fidem, establint la cadena secular. Les aspiracions del Papa a la supremacia temporal, però, es van veure truncades per l'episodi de la bufetada d'Anagni.
L'aspiració universalitzant del papat va portar però, com a conseqüència immediata de la diòcesi de Roma, el trasllat de la residència papal del Laterà al Vaticà, que amb la presència de la tomba de Pere, podia transmetre més dignament la idea que el Papa era "successor de Pere i Vicari de Crist".
Tot i això, el papa Climent V va afegir una tercera corona a la tiara, per indicar la seva supremacia també temporal i creant així la Tiara papal, per a prop de setanta anys, els bisbes de Roma, conservant la titularitat de la seu, estaven sota el control de rei de França, residint a Avinyó, feu eclesiàstic a la Provença. Aquest període, conegut com la captivitat d'Avinyó, va conduir a un debilitament del control de la Roma papal i de la seva diòcesi i posteriorment, després de la tornada dels papes a la Ciutat, el xoc entre els francesos i antifrancesos pel control del papat. El resultat d'aquest xoc ser un nou cisma, que va durar des 1378 a 1417, quan finalment es tornà a recompondre.

#### La Reforma Protestant i el Cisma anglicà

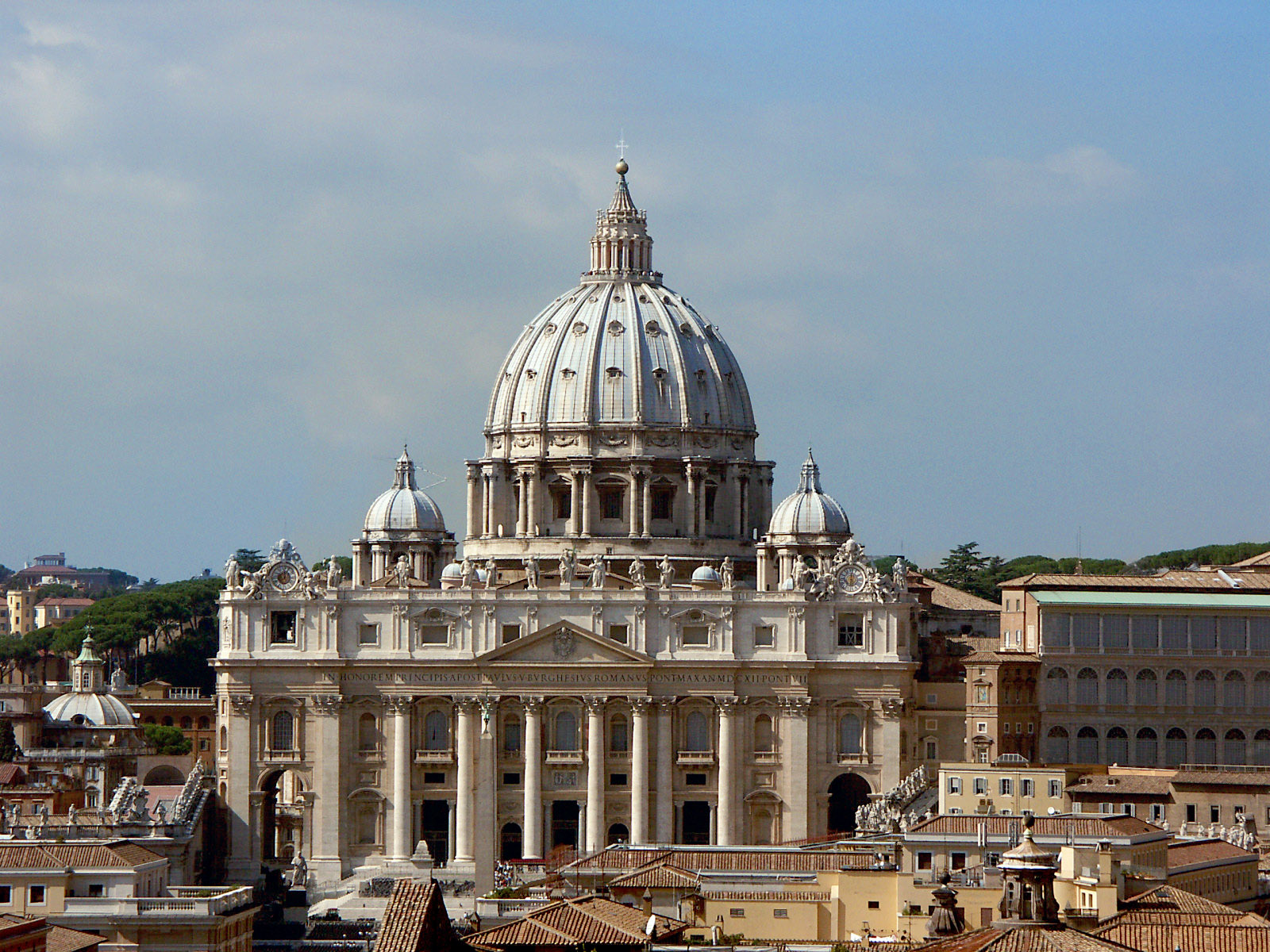
La basílica de Sant Pere, reconstruïda en la seva forma actual des del.

Cada vegada més dedicada a l'administració de l'Església Catòlica universal i en les possessions temporals de l'Església, els bisbes de Roma van començar a delegar regularment, començant en el segle xvi, l'administració de la diòcesi de Roma i la ciutat de Roma als Vicaris Generals que, en ser habitualment cardenals que mantenien el seu títol, aviat es va fer conegut pel nom popular de cardenal vicari.
En el mateix període, després del fracàs dels intents de reforma eclesiàstica que es caracteritza pel Concili de Laterà V, al nord d'Europa es va difondre la Reforma Protestant, una revisió teològica que, oposant-se no només la primacia papal i tot el sistema clerical, va ser proclamat herética pel papa Lleó X.
També l'Església d'Anglaterra es va separar de la comunió amb Roma rebutjant la primacia papal i declarant el rei d'Anglaterra del seu cap suprem: va ser el Cisma anglicà.
A la fi del segle xvi, els bisbes de Roma van començar a elaborar una nova residència, el Palau del Quirinal, situat en una posició més saludable que la Ciutat Leonina i sobretot més al fons dels fluxos de pelegrins a Sant Pere.

#### La Contrareforma
La reacció de l'Església de Roma i les esglésies en comunió amb ella va ser l'extensa revisió de l'estructura de l'Església catòlica, coneguda com la Contrareforma. Entre altres coses, el Concili de Trento va estendre el ritu romà a l'Església llatina, pel qual es derogaren tots els rituals que tenien una antiguitat de menys de dos-cents anys.
A la segona meitat del segle xix, el primer concili ecumènic del Vaticà va sancionar el principi de la infal·libilitat papal.

### Des del final del poder temporal
Vegeu també: Llei de garanties papals, Pactes de Laterà i Ciutat del Vaticà

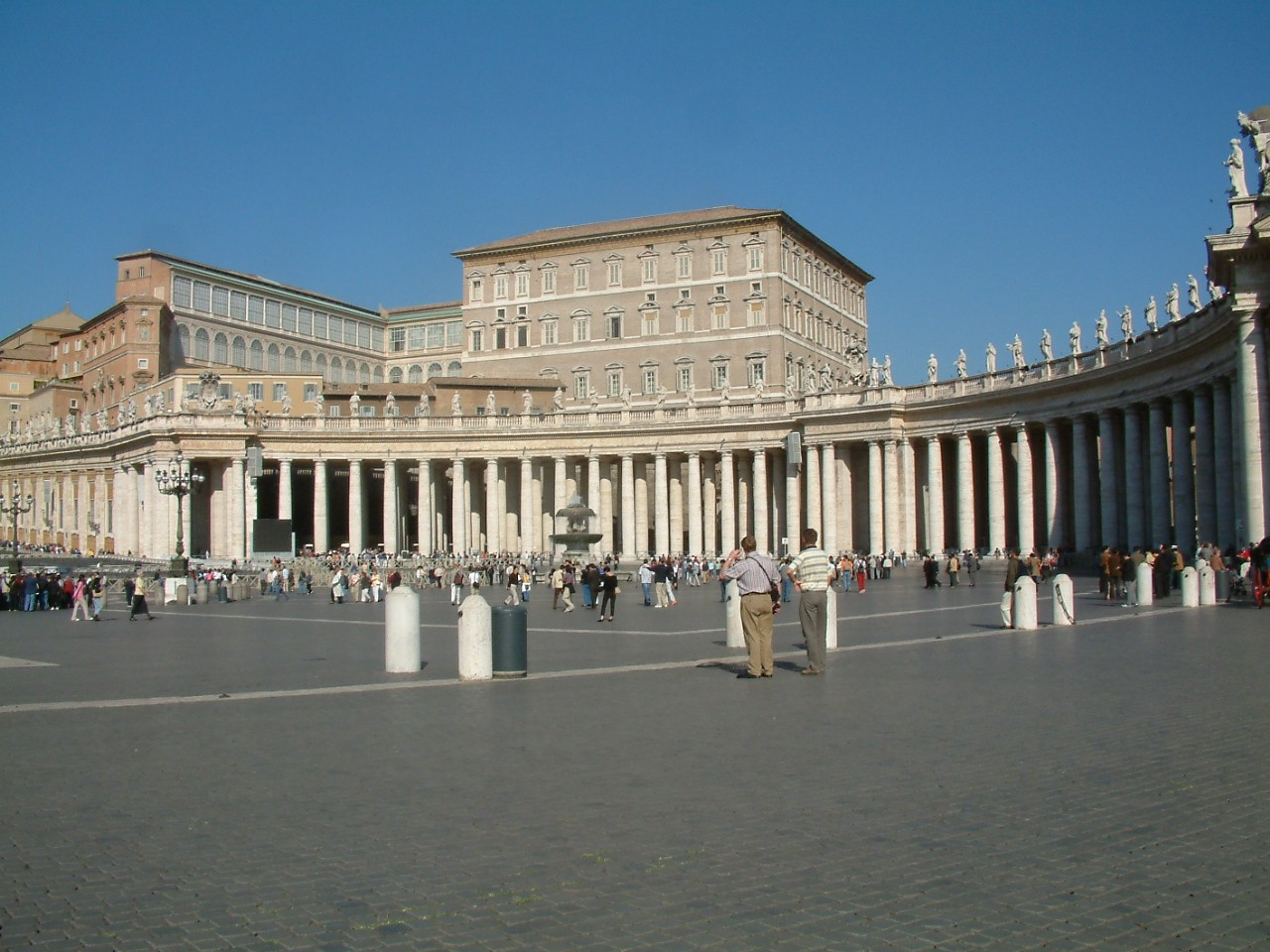
La Plaça de Sant Pere i la línia blanca que marca la frontera estatal entre la Ciutat del Vaticà i la República Italiana.

Després de l'incompliment de Porta Pia i la conquesta de Roma pel Regne d'Itàlia, en 1871, va acabar el poder temporal dels papes, però no l'estatus de personalitat jurídica en el dret internacional per a la seu episcopal de Roma. Tot i que els papes es consideraven presos polítics, el Regne d'Itàlia garantí la independència i la inviolabilitat del Vaticà i de l'Església de Roma a través de la Llei de garanties papals, fins al 1929, quan, amb el Tractat de Laterà es va establir l'Estat de la Ciutat del Vaticà: un estat independent subjecta a la sobirania absoluta de la Santa Seu, representada pel papa.
La relació especial entre Itàlia i el bisbe de Roma va ser enviada el 1946 a la República Italiana, el successor de la monarquia Savoia, i reformulat el 1984 amb l'acord de Vila Madama, que és com s'anomena el nou Concordat, encara en vigor.
Al segle xx la diòcesi de Roma ha rebut el que és fins ara l'últim concili ecumènic: el Concili Vaticà II.
El 7 de març de 2005 la diòcesi incorporà el territori de l'abadia territorial de Sant Paul Extramurs, que perdé el privilegi de territorialitat.
El 28 de febrer de 2013, per primera vegada en diversos segles, un Papa, Benet XVI, presentà la seva dimissió com a bisbe de Roma.

### Cronologia dels arquebisbes viceregents
Fins al 1961 l'únic col·laborador, amb dignitat episcopal, del cardenal vicari era l'arquebisbe viceregent, qua encara avui té el títol d'abat comendatari de San Lorenzo fuori le mura.
Simultàniament hi va haver dos vicerregents només en dos períodes, de 1953 a 1960 amb els arquebisbes Ettore Cunial i Luigi Traglia, i del 1969 al 1972 amb els arquebisbes Ettore Cunial e Ugo Poletti.
Dos arquebisbes vicerregents s'han convertit posteriorment en cardenals vicaris, i són els cardenals Luigi Traglia e Ugo Poletti.
Han estat arquebisbes viceregents:
- Marco Antonio Maffei † (1560 - gener de 1566 renuncià)
- Giambattista Altieri † (14 de febrer de 1637 - 27 de març de 1643 renuncià)
- Marco Galli † (de juliol de 1666 - de febrer de 1667 renuncià)
- Giacomo de Angelis † (27 de febrer de 1667 - 2 de setembre de 1686 creat cardenal)
- Sperello Sperelli † (de gener de 1693 - de juny de 1698 renuncià)
- Nicolò Caracciolo † (4 de desembre de 1612 - 16 de desembre de 1625 creat cardenal)
- Giovanni Giuseppe Canali † (24 de gener de 1842 - 1 de gener de 1851 mort)
- Giuseppe Ceppetelli † (24 de juliol de 1899 - 12 de març de 1917 mort)
- Giuseppe Palica † (25 d'abril de 1917 - 16 de desembre de 1936 mort)
- Luigi Traglia † (21 de desembre de 1936 - 28 de març de 1960 creat cardenal pro-vicari general de Roma)
- Ettore Cunial † (28 de març de 1960 - 19 de desembre de 1972 jubilat)
- Luigi Rovigatti † (10 de febrer de 1973 - 13 de gener de 1975 mort)
- Giovanni Canestri † (8 de febrer de 1975 - 22 de març de 1984 nomenat arquebisbe de Càller)
- Ennio Appignanesi † (3 de juliol de 1985 - 21 de gener de 1988 nomenat arquebisbe de Matera-Irsina)
- Remigio Ragonesi † (6 de juliol de 1991 - 19 de juliol de 1996 jubilat)
- Cesare Nosiglia (19 de juliol de 1996 - 6 d'octubre de 2003 nomenat arquebisbe-bisbe de Vicenza)
- Luigi Moretti (17 d'octubre de 2003 - 10 de juny de 2010 nomenat arquebisbe de Salern-Campagna-Acerno)
- Filippo Iannone, O.Carm., des del 31 de gener de 2012

### Cronologia dels bisbes auxiliars des del 1961 fins avui
No va ser fins al juliol de 1961 quan van ser nomenats, per primera vegada, bisbes auxiliars per la diòcesi de Roma a la persona de Mons. Filippo Pocci i Mons. Giovanni Canestri, que, el febrer de 1966, quan es produí la divisió de la diòcesi en sectors, se'ls van afegir dos més, Mons. Oscar Zanera i Mons. Dino Trabalzini.
A partir de llavors és una pràctica normal que la diòcesi de Roma tingui més auxiliars, alguns, primer anomenats "bisbes delegats", amb la tasca de "l'assistència pastoral per als hospitals i centres de salut"" (Fiorenzo Angelini, Armando Brambilla) i per "confraries i pies unions" (Plinio Pascoli), que ara també es defineixen els bisbes auxiliars.
Alguns bisbes auxiliars es van convertir més tard vicerregentes de la diòcesi de Roma, aquest és el cas dels arquebisbes Giovanni Canestri, Remigio Ragonesi, Cesare Nosiglia, Luigi Moretti.
- Filippo Pocci † (8 de juliol de 1961 - 24 de maig de 1975 jubilat)
- Giovanni Canestri † (8 de juliol de 1961 - 7 de gener de 1971 nomenat bisbe de Tortona)
- Oscar Zanera † (11 de febrer de 1966 - 19 de desembre de 1980 mort)
- Dino Trabalzini † (11 de febrer de 1966 - 28 de juny de 1971 nomenat bisbe de Rieti)
- Plinio Pascoli † (5 d'agost de 1966 - 1 de desembre de 1980 jubilat)
- Biagio Vittorio Terrinoni, O.F.M.Cap. † (17 d'abril de 1971 - 22 d'abril de 1977 nomenat bisbe dels Marsos)
- Remigio Ragonesi † (29 de juny de 1971 - 19 de juliol de 1996 nomenat arquebisbe viceregent de Roma)
- Giulio Salimei † (6 d'octubre de 1973 - 3 de gener de 1998 mort)
- Clemente Riva, I.C. † (24 de maig de 1975 - 3 de juliol de 1998 jubilat)
- Fiorenzo Angelini † (6 de gener de 1977 - 16 de febrer de 1985 nomenat arquebisbe pro-president del Consell Pontifici per a la Cura Pastoral dels Treballadors dels Serveis de Sanitat)
- Filippo Giannini † (1 de desembre de 1980 - 3 de juliol de 1998 jubilat)
- Alessandro Plotti (23 de desembre de 1980 - 7 de juny de 1986 nomenat arquebisbe de Pisa)
- Giovanni Marra (7 de juny de 1986 - 14 de novembre de 1989 nomenat arquebisbe ordinari militar d'Itàlia)
- Salvatore Boccaccio † (29 d'octubre de 1987 - 17 de març de 1992 nomenat bisbe coadjutor de Sabina-Poggio Mirteto)
- Giuseppe Mani (29 d'octubre de 1987 - 31 de gener de 1996 nomenat arquebisbe ordinari militar d'Itàlia)
- Luca Brandolini, C.M. (29 d'octubre de 1987 - 2 de setembre de 1993 nomenat bisbe de Sora-Aquino-Pontecorvo)
- Cesare Nosiglia (6 de juliol de 1991 - 19 de juliol de 1996 nomenat arquebisbe viceregent de Roma)
- Enzo Dieci (7 d'abril de 1992 - 1 de juny de 2009 jubilat)
- Armando Brambilla † (25 de març de 1994 - 24 de desembre de 2011 mort)
- Vincenzo Apicella (19 de juliol de 1996 - 28 de gener de 2006 nomenat bisbe de Velletri-Segni)
- Salvatore Fisichella (3 de juliol de 1998 - 17 de juny de 2008 nomenat arquebisbe Presidente de la Pontifícia acadèmia per la vida)
- Luigi Moretti (3 de juliol de 1998 - 17 d'octubre de 2003 nomenat arquebisbe viceregent de Roma)
- Paolo Schiavon (18 de juliol de 2002 - 6 de març de 2015 jubilat)
- Ernesto Mandara (2 d'abril de 2004 - 10 de juny de 2011 nomenat bisbe de Sabina-Poggio Mirteto)
- Benedetto Tuzia (28 de gener de 2006 - 31 de maig de 2012 nomenat bisbe d'Orvieto-Todi)
- Guerino Di Tora, des de l'1 de juny de 2009
- Giuseppe Marciante, des de l'1 de juny de 2009
- Matteo Maria Zuppi, des del 31 de gener de 2012
- Lorenzo Leuzzi, des del 31 de gener de 2012
- Paolo Selvadagi, des del 14 de juny de 2013
- Augusto Paolo Lojudice, des del 6 de març de 2015

## Estadístiques
A finals del 2014, la diòcesi tenia 2.365.923 batejats sobre una població de 2.885.272 persones, equivalent 82,0% del total.
| any  | població  | població  | població | sacerdots | sacerdots       | sacerdots       | sacerdots             | diaques | religiosos | religiosos | parroquies |
| ---- | --------- | --------- | -------- | --------- | --------------- | --------------- | --------------------- | ------- | ---------- | ---------- | ---------- |
| any  | batejats  | total     | %        | total     | clergat secular | clergat regular | batejats por sacerdot | diaques | homes      | dones      |            |
| 1970 | ?         | 2 650 002 | ?        | 4 729     | 1 369           | 3 360           | ?                     |         | 3 360      | 15 800     | 245        |
| 1980 | 2 694 871 | 2 766 000 | 97,4     | 5 136     | 1 636           | 3 500           | 524                   |         | 5 230      | 16 800     | 293        |
| 1990 | 2 614 000 | 2 690 000 | 97,2     | 5 135     | 1 635           | 3 500           | 509                   | 29      | 5 189      | 20 000     | 320        |
| 1999 | 2 591 000 | 2 669 961 | 97,0     | 7 781     | 3 451           | 4 330           | 332                   | 64      | 5 878      | 21 500     | 329        |
| 2000 | 2 588 000 | 2 667 451 | 97,0     | 5 891     | 1 561           | 4 330           | 439                   | 61      | 5 878      | 25 000     | 331        |
| 2001 | 2 587 720 | 2 667 166 | 97,0     | 5 867     | 1 537           | 4 330           | 441                   | 61      | 5 932      | 21 500     | 335        |
| 2002 | 2 454 000 | 2 530 023 | 97,0     | 5 331     | 1 681           | 3 650           | 460                   | 78      | 4 478      | 22 000     | 334        |
| 2003 | 2 454 000 | 2 787 206 | 88,0     | 5 410     | 1 760           | 3 650           | 453                   | 84      | 5 605      | 22 000     | 333        |
| 2004 | 2 454 000 | 2 787 206 | 88,0     | 5 390     | 1 740           | 3 650           | 455                   | 88      | 5 630      | 21 900     | 333        |
| 2010 | 2 473 000 | 2 816 706 | 87,8     | 4 922     | 1 631           | 3 291           | 502                   | 116     | 4 875      | 22 500     | 336        |
| 2011 | 2 348 905 | 2 864 519 | 82,0     | 4 894     | 1 589           | 3 305           | 479                   | 114     | 4 925      | 22 705     | 336        |
| 2013 | 2 365 923 | 2 885 272 | 82,0     | 4 834     | 1 574           | 3 260           | 489                   | 122     | 4 952      | 22 775     | 334        |
| 2014 | 2 365 923 | 2 885 272 | 82,0     | 4 834     | 1 574           | 3 260           | 489                   | 122     | 4 952      | 22 775     | 334        |